# AssaultCube
AssaultCube (vormals ActionCube) ist ein kostenloser Ego-Shooter, der auf der Spiel-Engine Cube basiert. Das Spiel bietet einen Mehrspielermodus und verfügt über Bots. AssaultCube läuft unter Microsoft Windows, Linux und Mac OS X. Seit April 2021 gibt es auch eine mobile Version, die unter Android läuft.

## Geschichte
Das AssaultCube-Projekt begann im Juli 2004. Der erste offizielle Release war im November 2006 unter dem Namen „ActionCube“. Der Plan der Entwickler war, die Einfachheit von Cube in eine realistischere Umgebung zu übertragen.
Auf Wunsch der Entwickler von Action Quake 2 wurde das Spiel am 6. Mai 2007 in AssaultCube umbenannt.
Trotz seiner einfachen Grafik und seines simplen Spielprinzips hat AssaultCube eine treue Fangemeinde, die auch mehrere Dutzend Server zur Verfügung stellt. Ein Großteil der Spieler hat sich in Clans organisiert. Darüber hinaus wurde auch ein Cup von der E-Sport-Liga ESL veranstaltet. ESL stellte zudem eine eigene AssaultCube-Liga und Ladder (Rangliste) zur Verfügung.

## Spielemechanik

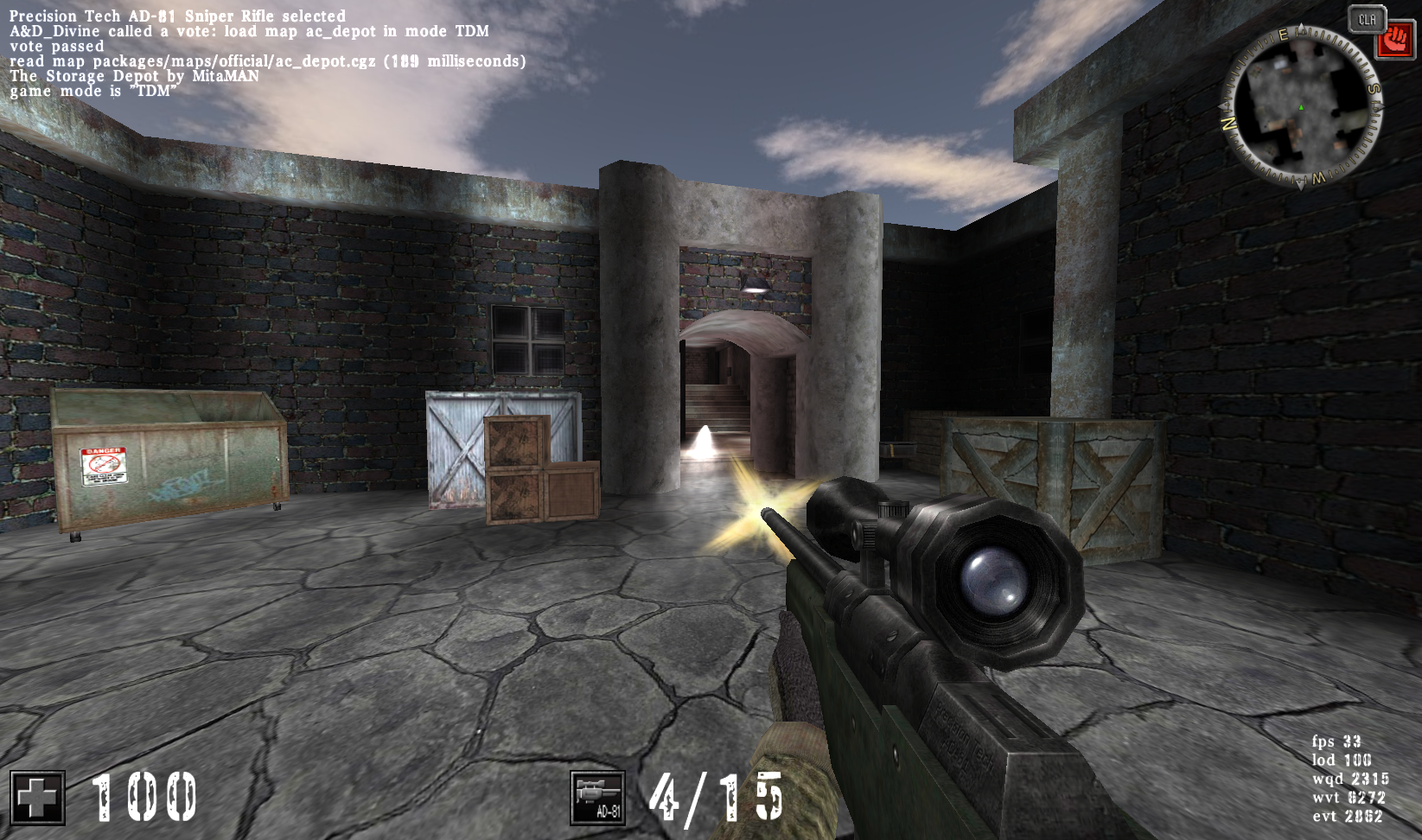
Bildschirmfoto

AssaultCube sollte realistischer und teamorientierter als Cube sein, zugleich aber Cubes schnelles Spielprinzip übernehmen. Es gibt zwei Teams, die Cubers Liberations Army (CLA) und die Rabid Viper Special Forces (RVSF).
In AssaultCube ist das sogenannte Straferunning möglich, d. h. durch gleichzeitige Vorwärts- und Seitwärtsbewegung kann der Spieler schneller laufen. Diese unrealistische Bewegungsform wurde vom ursprünglichen Cube-Spiel übernommen. Eine weitere unrealistische Bewegungsmöglichkeit ist ein dem Raketensprung vergleichbarer Tricksprung, bei dem der Rückstoß einer Waffe ausgenutzt wird, um höher springen und schneller laufen zu können.
Die Waffen sind alle fiktional und typisch für das Genre Ego-Shooter. So kann man als Primärwaffe zwischen einem Sturmgewehr (MTD-57 Assault Rifle), einem Scharfschützengewehr (Precision Tech AD-81), einer Maschinenpistole (A-ARD/10) oder einer Schrotflinte (V-19 Combat Shotgun) wählen. Die Primärwaffe kann jedoch erst im Rahmen eines Wiedereinstiegs des Spielers gewechselt werden. Zusätzlich stehen noch ein Messer, eine Pistole (auch als Akimbo) und gegebenenfalls Granaten zur Verfügung. Anders als bei den meisten Ego-Shootern ist es nicht möglich, Waffen, Ausrüstung oder Munition von getöteten Spielfiguren zu erbeuten.
Durch Aufnahme von Pickups, die in der Spiellandschaft verstreut sind, kann sich der Spieler außerdem kurzfristig aufrüsten oder seine Gesundheit wiederherstellen.

## Multiplayer
AssaultCube hat dreizehn verschiedene Mehrspielermodi, die man über ein Netzwerk (LAN) sowie im Internet mit oder gegen andere Spieler spielen kann. Einige Spielmodi verfügen über Einschränkungen bezüglich der Waffenauswahl, des Wiedereinstiegs oder der verfügbaren Pickups.
- (Team) Deathmatch
- (Team) One Shot One Kill (nur Scharfschützengewehr und Messer)
- (Team) Survivor
- Last Swiss Standing (nur Messer und Granaten, benannt nach dem Schweizer Taschenmesser, da einer der Entwickler Schweizer ist)
- Pistol Frenzy (nur Pistole, Messer und Granaten)
- Capture the Flag
- Hunt The Flag
- (Team) Keep The Flag
- Coop Edit

## Mapping
AssaultCube verfügt – wie auch schon das originale Cube – über einen integrierten Karteneditor. Auch gibt es das ebenfalls von Cube bekannte Multiplayer-Mapping („Coop Edit“). So können sehr einfach und schnell eigene Spiellandschaften (Maps) erstellt, auf öffentliche Server hochgeladen, gemeinsam bearbeitet oder einfach gespielt werden.

## Rezeption
Das Gameplay erinnere an Counter-Strike, Unreal Tournament 2004 und Quake 4. Die Grafik mache eine passable Eindruck. Vorteilhaft sei, dass AssaultCube auch noch auf älteren Rechnern laufe. Das Waffenarsenal sei überschaubar wie auch die Anzahl der Karten. Das Spiel sei schnell, taktisch und Team-orientiert.